# Naipyusuf, Havsa
Naipyusuf là một xã thuộc huyện Havsa, tỉnh Edirne, Thổ Nhĩ Kỳ. Dân số thời điểm năm 2011 là 556 người.